# ستيفن جي. براش
ستيفن جي. براش (بالإنجليزية: Stephen Brush)‏ هو أستاذ جامعي وفيزيائي أمريكي، ولد في 12 فبراير 1935 في أورونو في الولايات المتحدة.